# Sztuka Majów

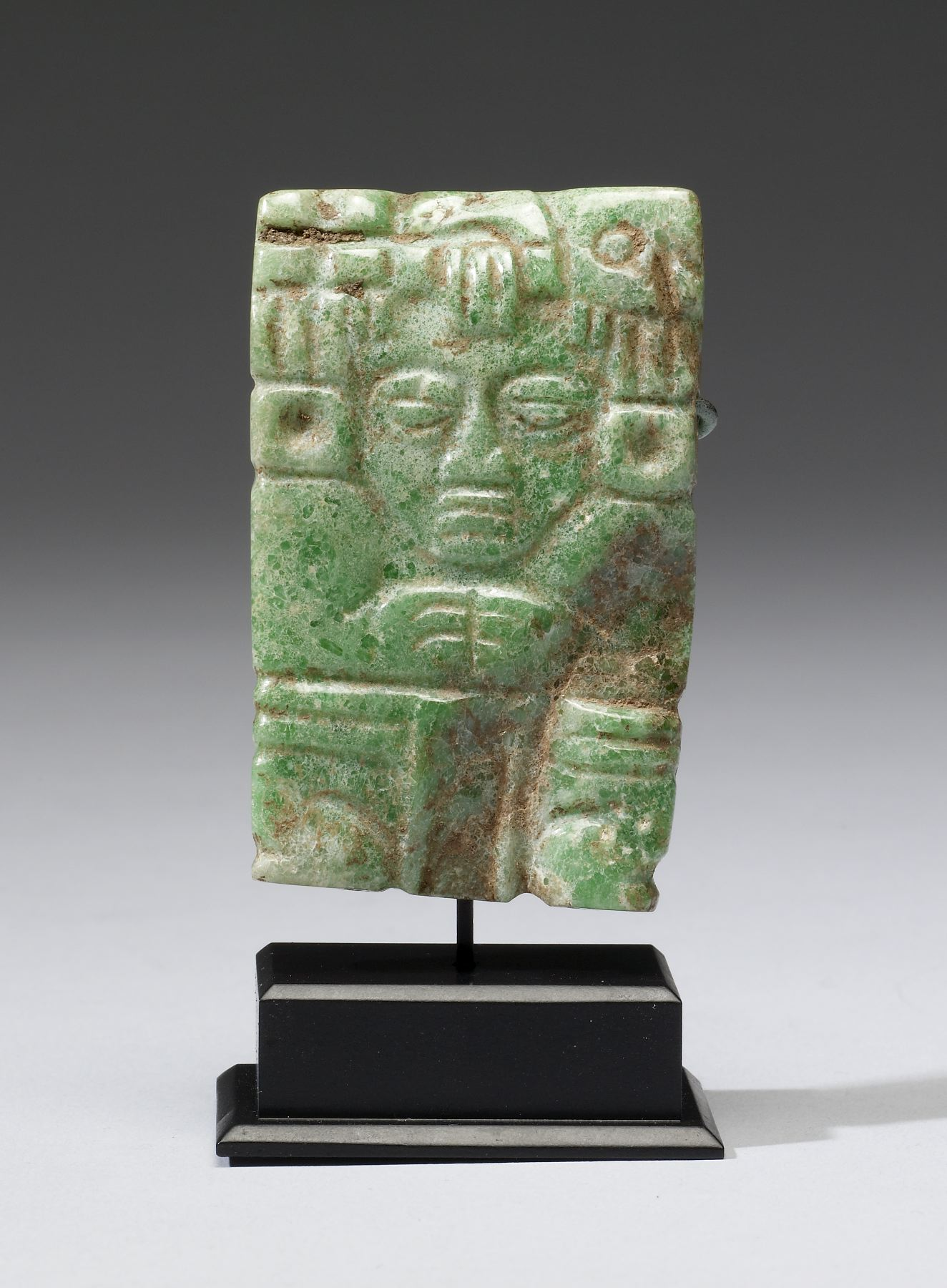
Jadeitowa ozdoba (zawieszka)

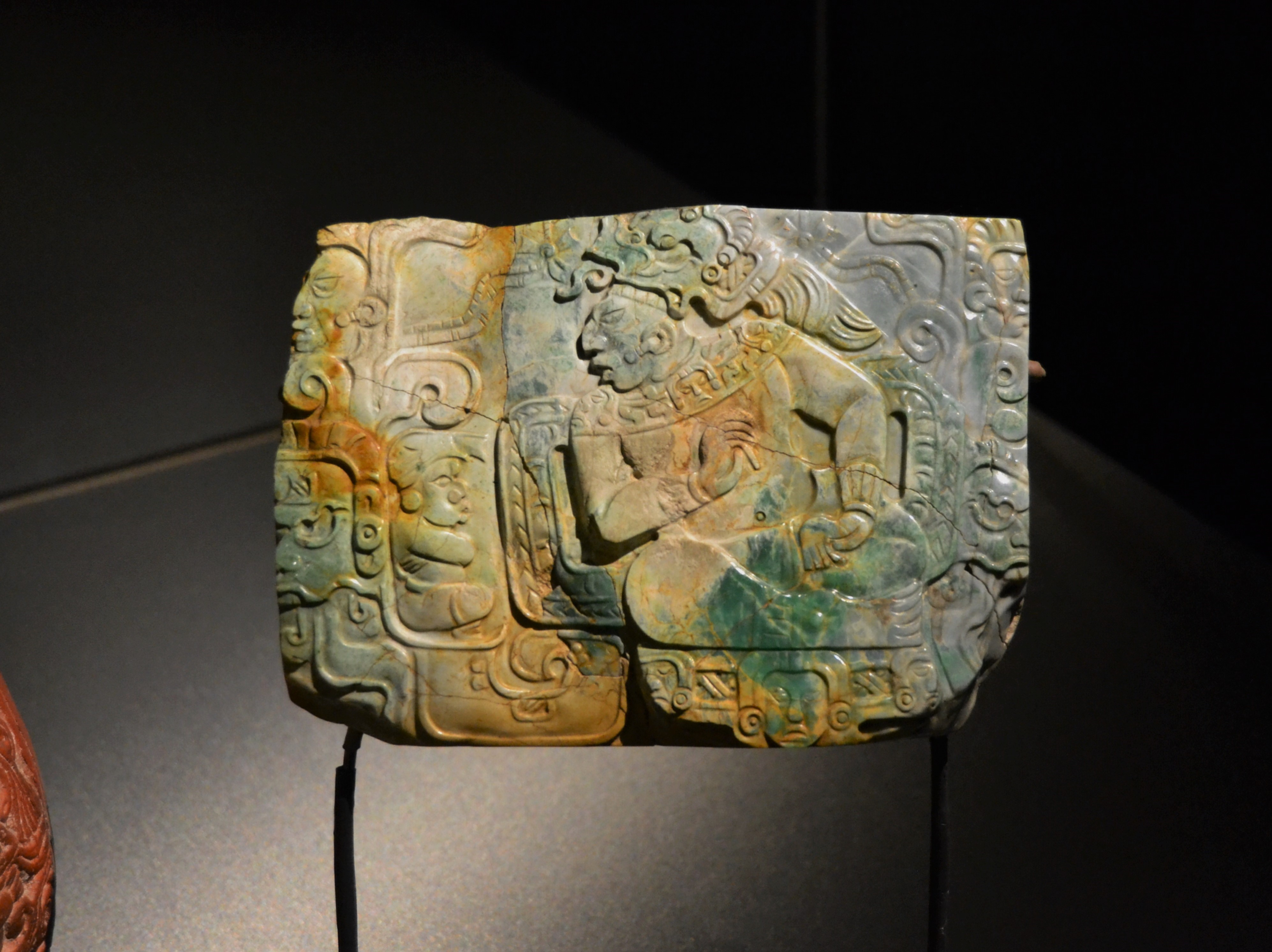
Jadeitowa plakietka z Nebaj

Sztuka Majów – pomimo dużego obszaru zamieszkanego przez tę grupę językową i braku wspólnego państwa posiada wiele cech wspólnych.
Sztuka Majów rozwijała się w trzech etapach określanych jako okres preklasyczny, pomiędzy 1500 p.n.e. a 200 n.e., kiedy to ukształtowały się zręby ich kultury; okres klasyczny, trwający od ok. 200 r. do ok. 850 r.; i okres postklasyczny, trwający od 850 r. do podboju dokonanego przez hiszpańskich konkwistadorów. Największy rozkwit sztuki Majów datowany jest na lata 700–800 w fazie pierwszej i 1000 r. – 1200 r. w fazie drugiej.
Majowie na tereny przez nich zamieszkane przybyli już w I tysiącleciu p.n.e. Jednak, na podstawie prowadzonych wykopalisk stwierdzono, że przez pierwsze wieki, największy wpływ na sztukę rozwijającą się w tym regionie, wywierały sztuka olmecka, później ośrodek w Teotihuacanie oraz sztuka Totonaków, a na końcu Tolteków. Nie wiadomo, czy te wpływy miały charakter pokojowy, czy był zwązany z podbojami. Sztuka Majów, podobnie jak sztuka innych plemion prekolumbijskiej Ameryki była mocno związana z religią.

## Podział geograficzny
Ze względów historycznych, geograficznych i kulturowych tereny zamieszkane przez Majów dzieli się na ogół na trzy obszary:
- obszar południowy – obejmuje wyżynne i górskie tereny Gwatemali, południe meksykańskiego stanu Chiapas, zachodnią część Salwadoru oraz wąską nizinę nad Pacyfikiem. Na tym obszarze nie znaleziono budynków ze sklepieniami pozornymi stosowanymi przez Majów ani używanych przez nich hieroglifów. Jako przyczynę tego faktu uznaje się położenie tego regionu na szlaku wędrówek plemion zmierzających z Wyżyny Meksykańskiej do Ameryki Środkowej. Stąd na tym obszarze odnaleziono liczne ślady silnych wpływów innych kultur. Świątynie i pałace były wznoszone w stylu typowym dla środkowego Meksyku, zaś wznoszone w okresie postklasycznym miasta zawsze silnie fortyfikowano systemem murów, tarasów i fos, co ułatwiała ich lokalizacja na zniwelowanych szczytach gór. W porównaniu z architekturą nizinnych Majów, budowle wznoszone przez górskie plemiona cechowały surowe fasady, pozbawione bogatej ornamentyki.
- obszar centralny – uważany za region rozwoju „właściwej” kultury Majów okresu klasycznego, obejmuje nizinne tereny Gwatemali, Belize, zachodni obszar Hondurasu i częściowo meksykańskie stany Tabasco, Chiapas, Campeche, Quintana Roo wraz z obszarem Gór Maya. Majowie zamieszkujący te tereny przejęli znajomość kalendarza słonecznego i obrzędowego, zapis dwudziestkowy, zwyczaj stawiania stel. Wszystkie przyswojone umiejętności zostały przez Majów udoskonalone. Wprowadzony przez nich zwyczaj budowania kamiennych sklepień pozornych pozwolił przetrwać świątyniom stawianym na szczytach piramid schodkowych.
- obszar północny – obejmuje północną i środkową część półwyspu Jukatan. Rozwój sztuki przebiegał tu podobnie jak w obszarze centralnym, ale wytworzył nieco inne style architektoniczne określane zgodnie z nazwami geograficznymi: Río Bec, Chenes, Puuc. Style te wykształciły się w późnym okresie klasycznym (ok. 600–900 r.), największy rozkwit architektury na tym terenie miał miejsce w okresie renesansu Majów. Z terenem tym związany jest także styl majańsko-toltecki (Chichén Itzá).

## Miasta Majów
W okresie klasycznym na terenach obszaru centralnego powstały miasta zamieszkane przez elity Majów (władcy, kapłani, wojownicy, kupcy i rzemieślnicy). Chłopi, stanowiący większość społeczeństwa, mieszkali w drewnianych chatach rozmieszczonych wokół centrów ceremonialnych lub w większej odległości od miast. W okresie tym powstały m.in. Palenque, Piedras Negras, Yaxchilán, Bonampak, Tikál, Quiriguá, Copán. W miastach występuje wiele placów, zwykle czworokątnych, tworzących centra ceremonialne. Wokół nich stoją piramidy, „pałace” i inne budowle. W skład zespołów wchodziły także obserwatoria astronomiczne, boiska do rytualnej gry w piłkę, łuki tryumfalne, luźno stojące stele i łaźnie parowe.
Zarówno w miastach, jak i pomiędzy nimi ciągną się utwardzone drogi, łączące poszczególne ośrodki polityczno-rytualne nazywane sacbé.

## Architektura Majów

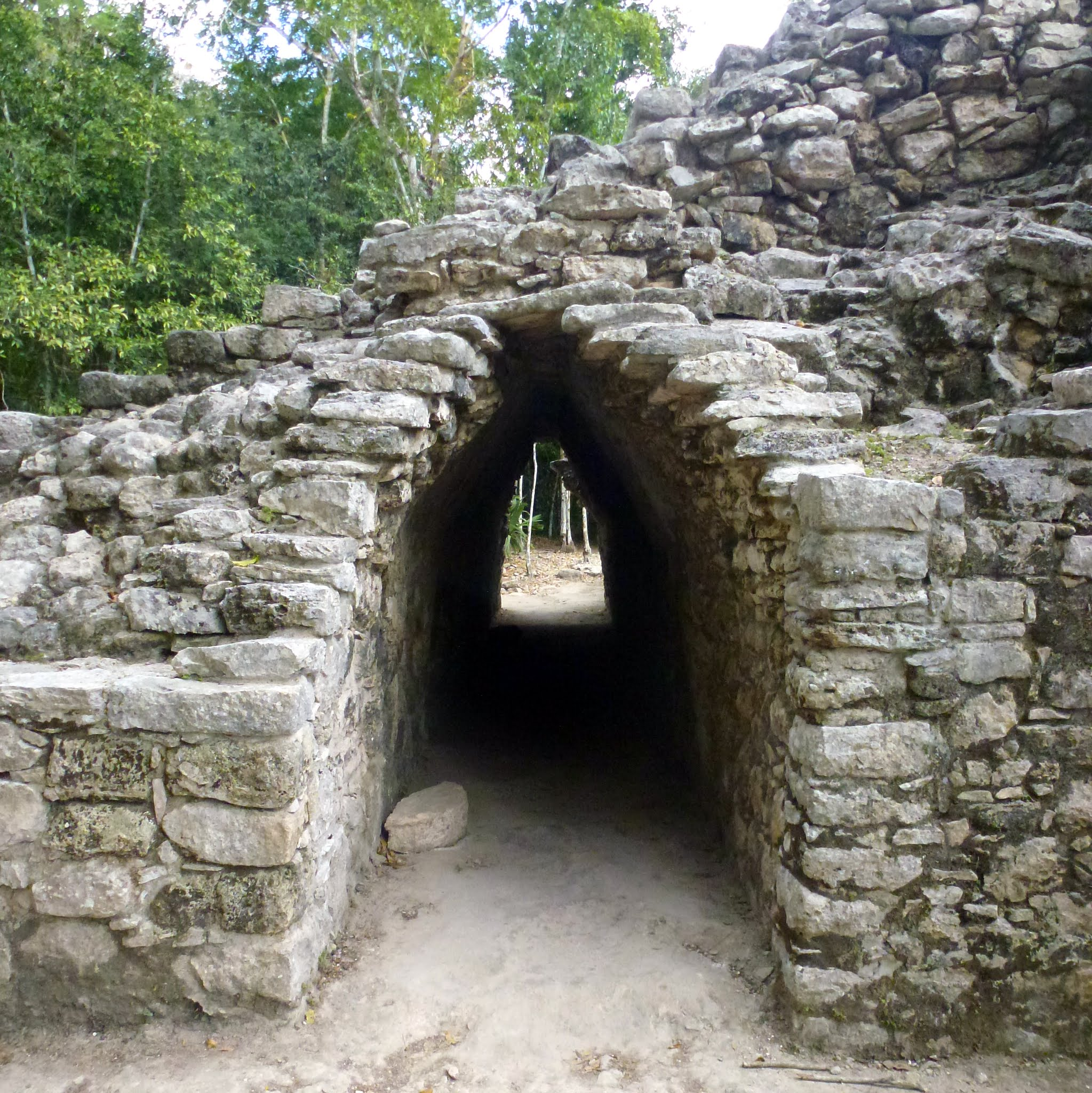
Sklepienie pozorne w Cobá

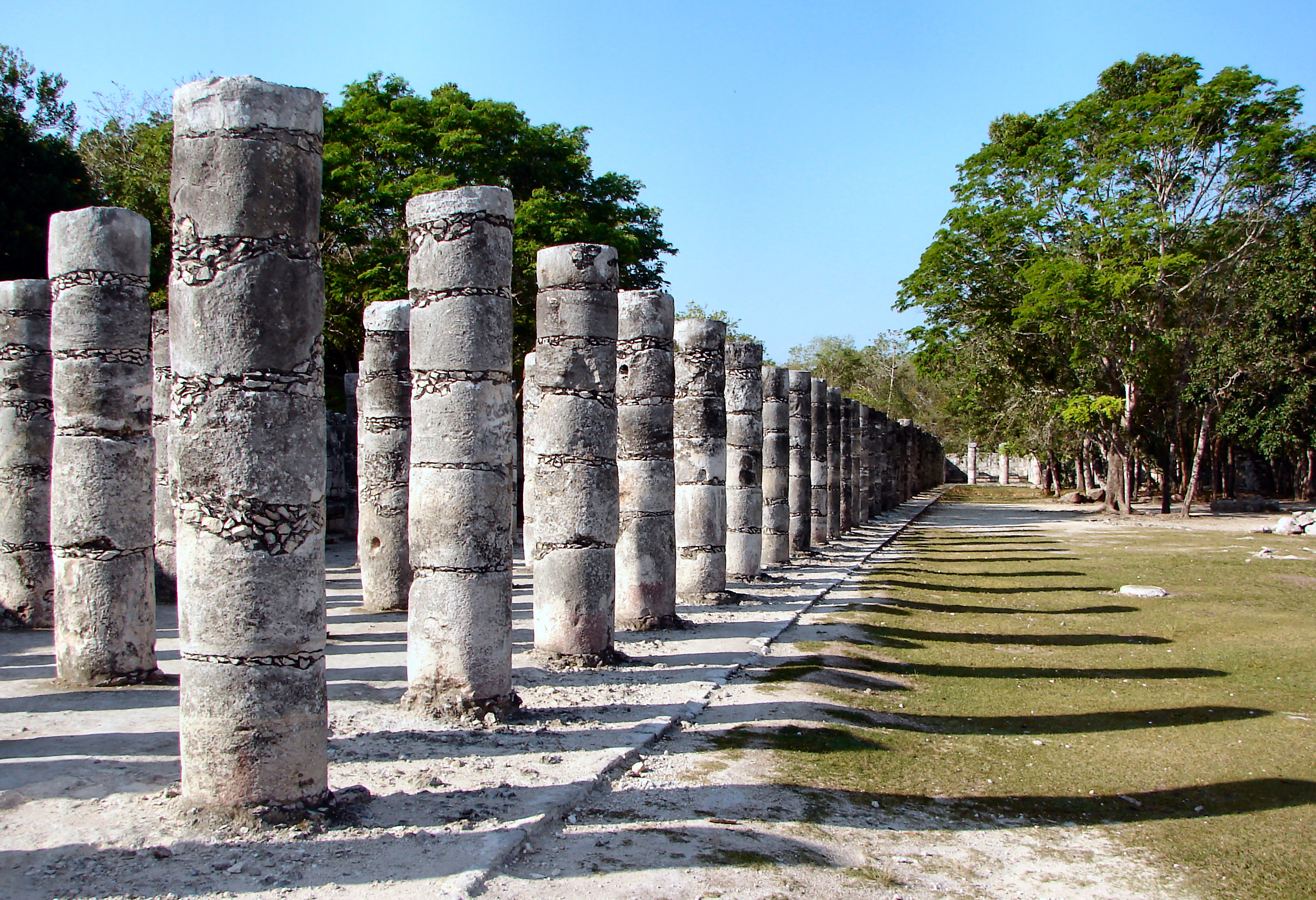
Świątynia Wojowników – grupa Tysiąca Kolumn w Chichén Itzá

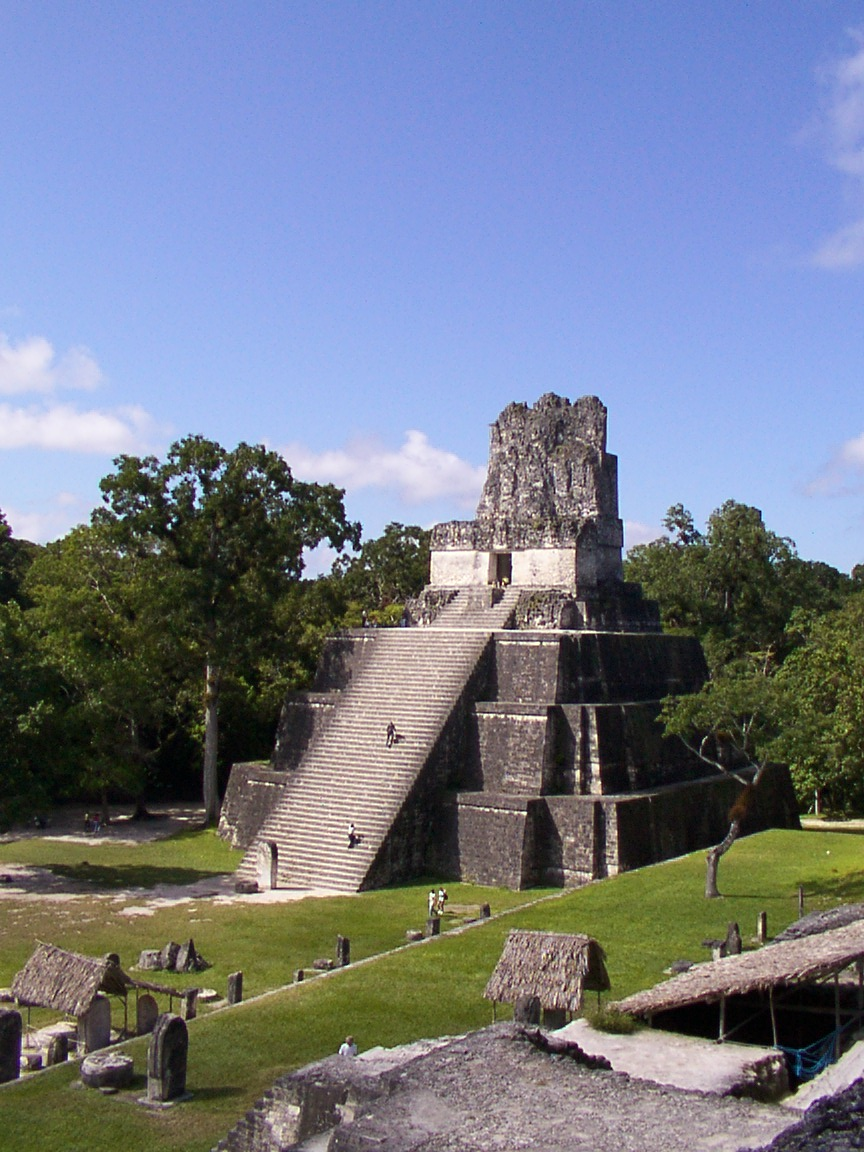
Świątynia II w Tikál

W miastach wznoszone są piramidy schodkowe z sanktuarium umieszczanym na najwyższej platformie. Kąt nachylenia piramid Majów był bardzo różny w poszczególnych ośrodkach. W Tikál są one bardzo strome, natomiast w Chichén Itzá – połogie. Zwykle były budowane na planie kwadratu, ale np. Piramida Czarownika w Uxmal przypomina w rzucie elipsę, a raczej prostokąt z półkolistymi krótszymi bokami. Z kolei w Cobá znajduje się piramida na planie koła. Z czasem świątynie zaczynają być przekrywane sklepieniami pozornymi, które naśladują słomiane dachy. Zdaniem badaczy najstarsze świątynie miały formę szałasu. Drewniane ściany zastąpiono ścianami murowanymi a później także słomiany dach zamieniono na kamienne sklepienie lub drewniany strop. Majowie nie potrafili konstruować prawdziwych łuków ani sklepień, ponieważ nie posiedli umiejętności stosowania kamienia zwornikowego. Sklepienia pozorne stosowane przez Majów nie zwiększają przestronności pomieszczeń ani nośności przekrycia. Wykonywane były z kolejno przybliżanych do siebie warstw z kamienia. Pierwsze sklepienia stosowane były jako przekrycia krypt grobowych. Na niektórych zadaszeniach wznoszono rodzaj „grzebienia” (ang. roof comb), czasem w formie ażuru, podwyższającego budynek świątyni. Sama świątynia to niewielka budowla, niedostępna dla ludności (skrajny przykład to Tikál, gdzie wzniesiono sanktuarium z pomieszczeniem o szerokości 1,0 m). Mury świątyń były natomiast masywne, musiały przenieść ciężar sklepienia i grzebienia. Świątynie wyposażano w niewielkie portyki, wsparte na dwóch filarach. Utworzone w ten sposób trzy wejścia prowadziły do kaplicy i dwóch bocznych celli. Pod posadzką wielu takich świątyń odkryto krypty. Jako pierwsza i największa została znaleziona we wnętrzu piramidy pod Świątynią Inskrypcji w Palenque. Zespoły pałacowe i kultowe wznoszone były wokół dziedzińców, często na specjalnie wykonane platformie podwyższającej teren. Tak zwane pałace Majów to budowle parterowe lub kilkukondygnacyjne składające się z wielu pokoi zaplanowanych w szeregu, często bez okien. Były one ciasne i ciemne, a często wilgotne. Tak naprawdę, to jedynie domyślamy się ich przeznaczenia. Budowle Majów pokryte są licznymi dekoracjami, wypełniającymi prawie całą płaszczyznę ścian.
Na obszarze północnym trzy style architektoniczne posiadają pewne cechy wspólne. Jednak zostały wykształcone przez ewolucję z różnych ośrodków kulturowych położonych w obszarze centralnym. Położony najbardziej na południe Rio Bec, obejmujący swoim zasięgiem samo Rio Bec (nazwa stylu pochodzi od tej miejscowości) oraz Becán, Xpuhil, Hormigureo i Channá, wykazuje związki z regionami Petén i Chenes. Budowane na tym obszarze świątynie mają trzy wysokie wieże ze schodami prowadzącymi do pozornych sanktuariów. Wieże te spełniają tylko funkcję dekoracyjną (stopnie schodów są zbyt wysokie, by można z nich korzystać). W regionach Chenes i Rio Bec ściany budowli pokrywały liczne płaskorzeźby, ornamenty, dekoracje stiukowe. Cechą charakterystyczną stylu zwanego Chenes jest zastosowanie w rzeźbionej fasadzie wejść wyobrażających maskę bóstwa (najczęściej jest to Chac – bóg deszczu), którego rozwarta paszcza była wejściem do kaplicy. Na narożach budowli spotykane są maszkarony wyobrażające na ogół Chaca. Ta cecha jest wspólna dla stylu Chenes i Puuc. Styl Chenes, którego nazwa pochodzi od zakończenia nazw wiosek sufiksem chen, związany jest z ośrodkami w Hochob, Chicana, El Tabasqueño, Xtampak. Styl Puuc (nazwa pochodzi od określenia używanego w języku maja, oznaczającego wzgórza na granicy stanów Campeche i Jukatan, puuc – niskie góry) związany jest z ośrodkami w Uxmal, Kabáh, Sayil, Labná, Almuchil, Chacmultún, Huntichmool. Budowle związane z nim stawiano najczęściej wokół czworokątnych placów albo wzdłuż linii na sztucznie usypanych platformach. Są to niewysokie budynki podzielone na dwie części: dolną i górną. Część górna posiada bogatą dekorację rzeźbiarską, część dolna to prosta (nie ozdobiona) ściana z licznymi wejściami rytmicznie rozmieszczonymi na elewacji (najczęściej z zachowaniem jednakowych odległości). W stylu tym pojawiają się też kolumny pełniące funkcje podpory dzielącej duży otwór wejściowy na mniejsze lub służące jako element architektonicznego podziału górnej części elewacji. Grzebienie wieńczące dachy świątyń pojawiają się na tym terenie w okresie VI i VII wieku, w okresie późniejszym nie spotyka się tego elementu. Styl Puuc występuje także w późniejszej zabudowie ośrodków związanych ze sztuką Tolteków, np. w Chichén Itzá.
Styl Majów-Tolteków związany jest z okresem współistnieniem na Jukatanie Majów i Tolteków. Najważniejszym jego ośrodkiem jest Chichén Itzá w okresie XI – XII w. W stylu tym można rozpoznać pochodzące z architektury Tolteków szerokie korytarze, rozległe sale kolumnowe, wewnętrzne dziedzińce, spiralne kolumny, rzeźby atlantów, symbole Quetzalcoatla i rzeźby leżących postaci Chac Mool. Równocześnie pojawiają się typowe dla architektury Majów takie elementy jak: sklepienia pozorne, maszkarony przedstawiające boga deszczów, trony jaguara, gładkie fasady. W Mayapán i Tulum, które były także pod wpływem stylu Majów-Tolteków wznoszono także wysokie mury dookoła miast (najprawdopodobniej wynika to z prowadzonych w tym czasie wojen). Pojawiają się niskie budynki zdobione stiukową dekoracją wyobrażającą postać spadającą głową w dół, prawdopodobnie boga pszczół Ah Muzen Cab.
Świątynie Majów były malowane na jaskrawe kolory, o czym świadczę pozostałości pigmentu na resztkach stoików pokrywających ściany.
|  |  |  |  |  |  |

## Rzeźba Majów

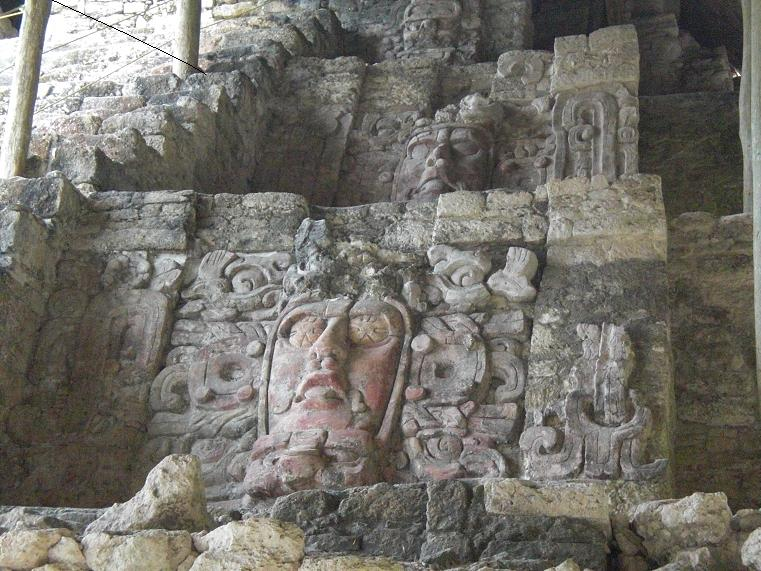
Stiukowa maska z Kohunlich

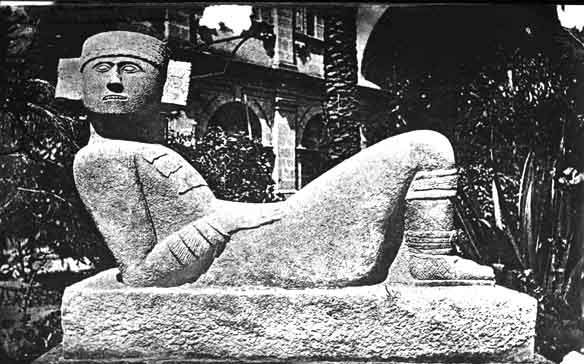
Ołtarz ofiarny – Chac Mool z Chichén Itzá

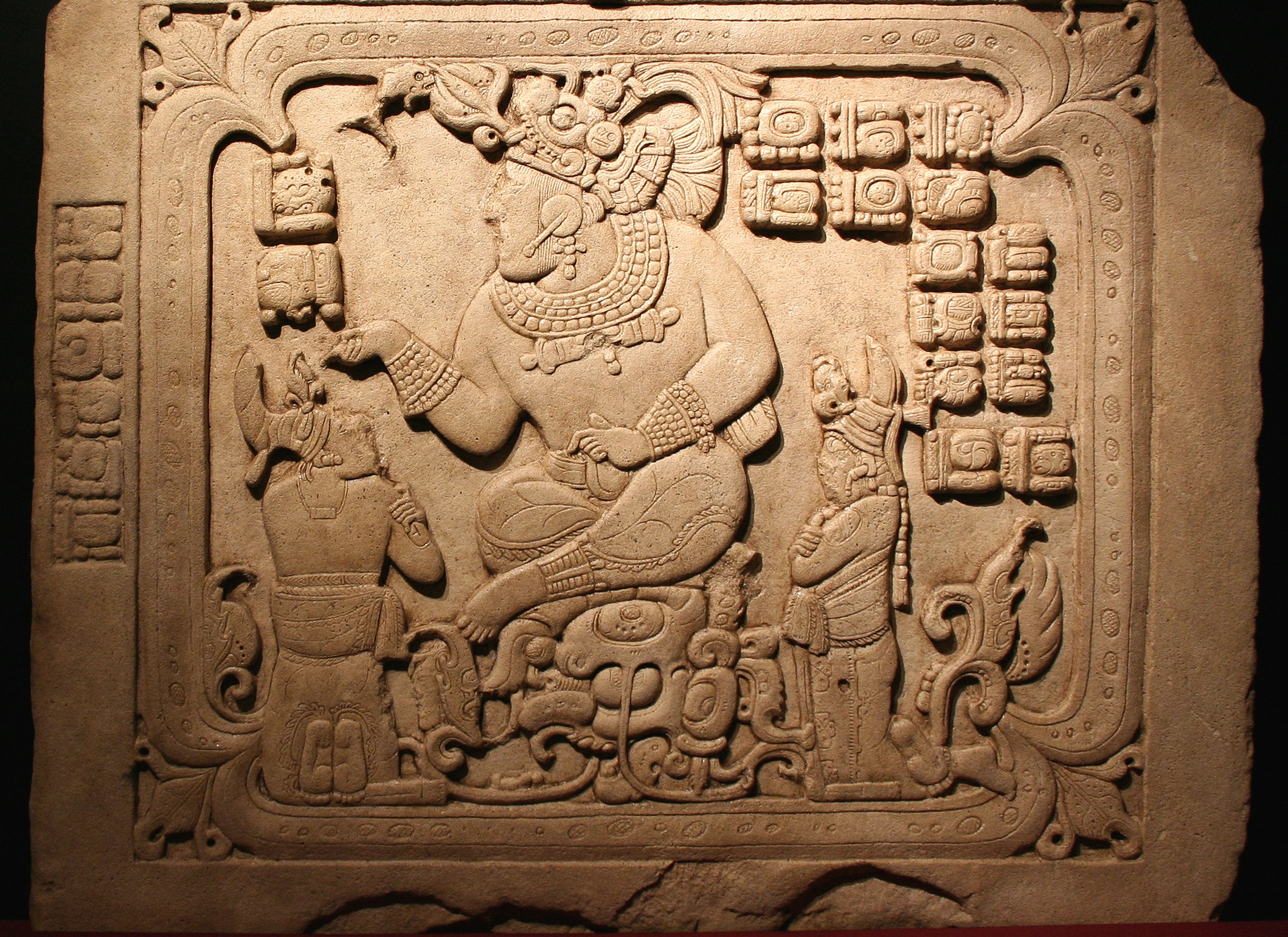
Rzeźba Majów

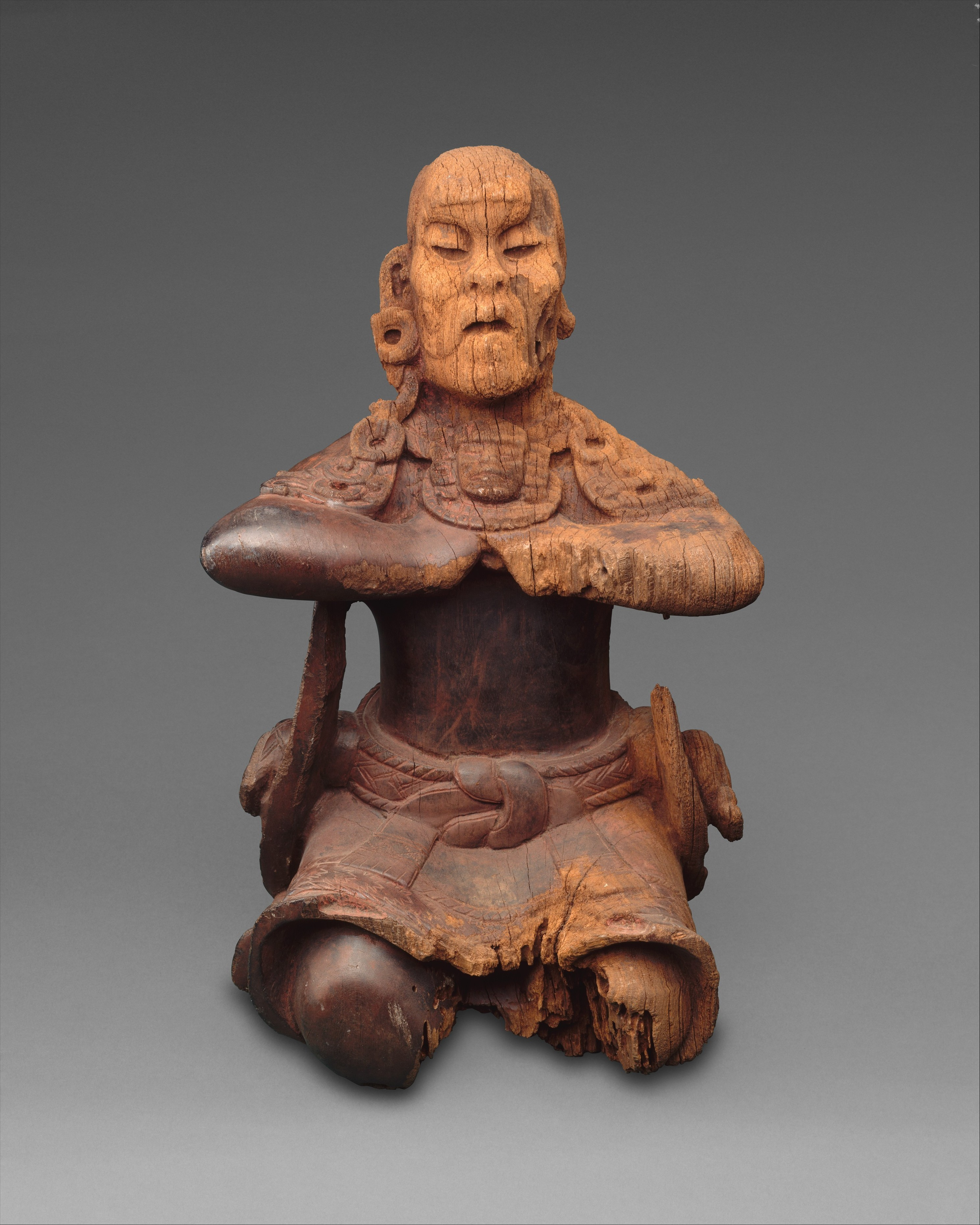
Drewniana rzeźba Majów z VI w.

Majowie nie tworzyli takich monumentalnych rzeźb w kamieniu jak Olmekowie. Wyjątkiem są wolnostojące ołtarze, jak w Chichén Itzá, kamienne sarkofagi, jak w Palenque. Rzeźba kamienna była ściśle związana z architekturą, była to rzeźba dekoracyjna. Niektóre budowle były pokryte stiukiem w formie trójwymiarowej – rzeźbiarskiej, a często pomalowanym.
Na obszarze północnym rzeźba związana jest z religią. Najczęściej spotykanym motywem jest postać boga deszczu Chaca. Służy przede wszystkim architekturze, występuje w dekoracjach fasad. W okresie Majów-Tolteków pojawiają się motywy związane z Quetzalcoatlem, nazywanym przez Majów Kukulcanem oraz motywy bogów Tezcatlipoca, Yum Kaax, symbolami planety Wenus i wojownikami.
Na obszarze centralnym tematem rzeźb jest przede wszystkim człowiek. Występuje w stelach, nadprożach, na płaszczyznach ścian.
Drugim rodzajem były wolno stojące stele kamienne, na których w głębokim reliefie przedstawiano podobizny ludzi (królów, kapłanów lub wojowników) albo bogów. Stele przedstawiające władców wznoszone były w regularnych odstępach czasu, co 20 lub 10 lat (w Copán co 5 lat). Przedstawiają osoby okryte bogatymi szatami lub prawie bez nich w chwili przyjmowania hołdu od poddanych; wojowników podczas brania w niewolę jeńców, sądzenia ich. Rzeźby są zaopatrzone w hieroglificzne napisy informujące o dacie wydarzenia, imieniu, tytule i najważniejszych dokonaniach przedstawianej postaci. Napisy hieroglificzne również były bardzo dekoracyjne. Są to pomniki wzniesione dla upamiętnienia żyjących kiedyś osób, głównie władców i ich wasali, wydarzeń politycznych (wojen, sojuszy), rodzinno-politycznych (narodzin, małżeństw) oraz obrzędów religijnych, w ścisłym powiązaniu z cyklami kalendarzowymi i zjawiskami astronomicznymi.
Drobne figurki, maski, pektorały, zawieszki, przedmioty ceremonialne i biżuteria były rzeźbione w różnych kamieniach, z których najwyżej ceniono jadeit, nieco niżej – obsydian i krzemień.
Kolejnym rodzajem jest rzeźba w glinie, często znajdowana w miastach Majów.
Na wyspie Jaina odkryto wiele glinianych figurek wielkości 10–30 cm przedstawiających ludzi różnych zawodów: władców, kapłanów, wojowników, grajków i innych, a także figurki kobiet i dzieci. Podobne znaleziska pochodzą z wielu innych stanowisk archeologicznych Majów.
Rzeźba w drewnie zachowała się tylko okazjonalnie ze względu na wilgotny klimat okolic, w których żyli Majowie. Są to przede wszystkim drewniane, rzeźbione nadproża, czasami figurki.

## Ceramika Majów

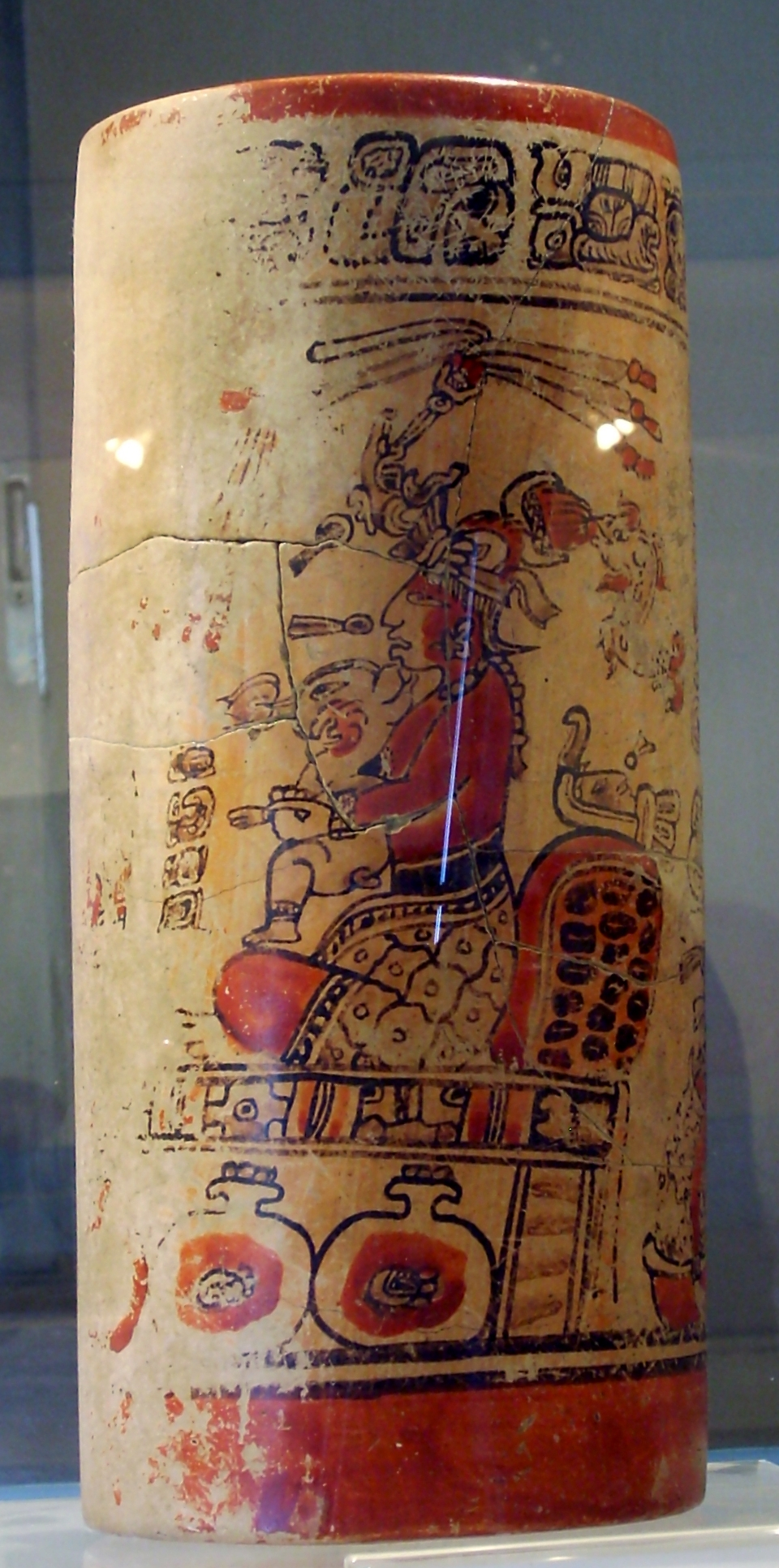
Ceramika z okresu klasycznego z Sacul

Majowie przy produkcji ceramiki nie używali koła garncarskiego. Ceramika pojawiła się już w środkowym okresie preklasycznym (900–400 p.n.e.). Ze względu na jej stały rozwój oraz różnice regionalne, a także kontakty handlowe poszczególnych ośrodków, w oparciu o ceramikę, zwłaszcza polichromowaną, ustalono chronologię względną stanowisk archeologicznych Majów.

## Malarstwo Majów
Malarstwo Majów znane jest z fresków (murali), znalezionych w nielicznych świątyniach lub pałacach, przede wszystkim w Bonampak. Tzw. freski malowano na podkładzie stiukowym pokrywającym kamienne ściany budowli.
Majowie, tak jak większość ludów, malowali na wyrobach ceramicznych. Były one pokryte intensywnymi barwami.
Malowane były kodeksy Majów, z których do naszych czasów dotrwały tylko cztery – Kodeks drezdeński, Kodeks Grolier, Kodeks madrycki i Kodeks paryski.
Artyści-malarze Majów nie znali perspektywy i światłocienia. Postacie ludzkie przedstawiane były w taki sposób, że twarz i kończyny widziane są z profilu a ciało en face lub w skręcie. Kontury nanoszono czerwoną farbą. Powierzchnie wypełniano przy użyciu barwników mineralnych i roślinnych (kolorami: błękitnym, czerwonym, zielonym, czarnym i żółtym oraz kolorami powstałymi przez zmieszanie tych barw). Kolor błękitny uzyskiwano stosując specjalny barwnik zwany Błękitem Majów, będący kompleksem adsorpcyjnym indygo i unikalnej glinki, wydobywanej jedynie w kilku miejscach na świecie, w tym na Jukatanie. Następnie przeprowadzano retusz naniesionych wcześniej konturów. Do naszych czasów przetrwało niewiele przykładów malarstwa Majów. Zachowały się fragmenty fresków z epoki preklasycznej w San Bartolo, z epoki klasycznej w Uaxactún, Bonampak i Chacmultun, z epoki postklasycznej w Chichén Itzá i Tulum. Wyobrażają one pałacowe uroczystości, bitwy, sądy, składanie ofiar z jeńców, wizerunki bóstw i uroczystości religijnych. Najlepiej zachowane są freski odkryte w 1946 r. w świątyni w Bonampak, pochodzące z VIII wieku. W trzech komorach świątyni o wymiarach 16,5 × 1,0 m ściany pokryte warstwą zaprawy zostały ozdobione malowidłami przedstawiającymi scenę przygotowania do bitwy (w pierwszej komorze), bitwę (komora środkowa) i przyprowadzenie jeńców oraz dekorację zwycięzców (trzecia komora). Na freskach przedstawiono arystokratów w maskach rytualnych (to pierwsze odnalezione przedstawienie masek Majów) oraz kobiety biorące udział w obrzędach rytualnych (wcześniej sądzono, że udział w nich był zastrzeżony tylko dla mężczyzn).
|  |  |  |  |

## Muzyka i taniec
Niewiele możemy powiedzieć o muzyce i tańcu dawnych Majów. W obecnym folklorze pozostałości dawnej kultury wymieszały się z europejskimi wpływami, zwłaszcza kościelnymi. Jednakże na malowidłach, reliefach oraz rzeźbach z gliny widać trąbki, bębny, grzechotki, gwizdki. Bębenki były wykonane ze skorupy żółwia, a pałeczki z poroża jelenia. Niektóre figurki gliniane przedstawiają tancerzy. Taniec i śpiew był ściśle związany z ceremoniami religijnymi, a zarówno tancerze, jak i muzycy byli przebrani w bogate stroje. Czasami nawiązywały one do mitów, np. tancerze przebrani za Bohaterskich Bliźniaków odgrywali sceny z walk w świecie podziemnym (Xibalba), czasami tancerze byli przebrani za zwierzęta: kajmana, raka, kraba, rybę, ptaka i in.